# Tamara Trunova
Tamara Viktorovna Trunova, née le 5 mai 1982 à Nova Kakhovka, est une dramaturge et directrice de théâtre ukrainienne. 

## Biographie
Originaire de Oblast de Kherson, Tamara Viktorovna Trunova obtient son diplôme d'études secondaires avec une médaille d'or. Elle possède un diplôme de traductrice de l'Université nationale des langues de Kiev, où elle étudie de 1999 à 2004. Elle s'intéresse ensuite à la mise en scène et intègre l'Université nationale Karpenko-Kary de Kiev, où elle suit notamment les cours de l'acteur ukrainien, Eduard Mitnitsky. Elle est diplômée en 2009.  

## Carrière professionnelle
De 2008 à 2013, Tamara Trunova enseigne au cours de mise en scène d'Eduard Mitnitsky. Depuis 2018, elle est la directrice artistique du cours de mise en scène par correspondance de l'Université nationale Karpenko-Kary de Kiev. 
Depuis 2011, Tamara Trunova travaille au Théâtre d'art dramatique et de comédie sur la rive gauche du Dniepr. Elle met en scène de nombreuses productions dans des théâtres à Kiev et dans toute l'Ukraine, dont les pièces Sasha, take out the trash et Bad Roads, écrites par Natalia Vorojbyt.  
Elle collabore en tant que membre du jury lors de festivals ukrainiens et internationaux, tel le Edinburgh Festival Fringe en 2016. Elle est également participante et lauréate de concours théâtraux, avec notamment le programme théâtral Taking the Stage au British Council en Ukraine. 
Depuis le 12 avril 2019, Tamara Trunova est la directrice en cheffe du Théâtre académique de théâtre et de comédie de Kiev, sur la rive gauche du Dniepr.

## Reconnaissance
Tamara Trunova est une dramaturge récompensée à plusieurs reprises. En 2011, elle reçoit le Pectoral de Kiev, en 2021 le prix "Women in Arts" dans la catégorie "Women in the Theater", 2022 le Prix national Taras-Chevtchenko pour la pièce « Bad Roads ».